# Christian Broecking
Christian Broecking (* 5. Juni 1957 in Flensburg; † 2. Februar 2021) war ein deutscher Musikwissenschaftler, Soziologe und Musikkritiker mit Wahlheimat in Berlin.

## Wirken
Broecking studierte an der FU Berlin Soziologie, Musikwissenschaft und Publizistik; 2011 promovierte er an der TU Berlin zum Dr. phil. über die gesellschaftliche Relevanz afroamerikanischer Musik. Er war ein Buchautor, Kolumnist für Tageszeitungen (taz, Tagesspiegel, Berliner Zeitung) und Fachzeitschriften (Jazz thing) und Produzent von Radio-Features. Er war gründender Programmdirektor von Jazz Radio Berlin (1994–1998) und Redaktionsleiter von Klassik Radio in Frankfurt am Main (2000–2003).
Broecking war Lehrbeauftragter für Musikwissenschaft und Musikjournalismus in Frankfurt am Main, Heidelberg und Berlin; am Winterthurer Institut für aktuelle Musik lehrte er Jazzgeschichte. 2007 war er Lecturer auf der Konferenz „Jazz in the Global Imagination“ an der Columbia University, New York. Außerdem war er Lecturer für die Darmstädter Beiträge zur Jazzforschung. Für den Preis der Deutschen Schallplattenkritik sowie National Public Radio war er als Jazz-Juror tätig.

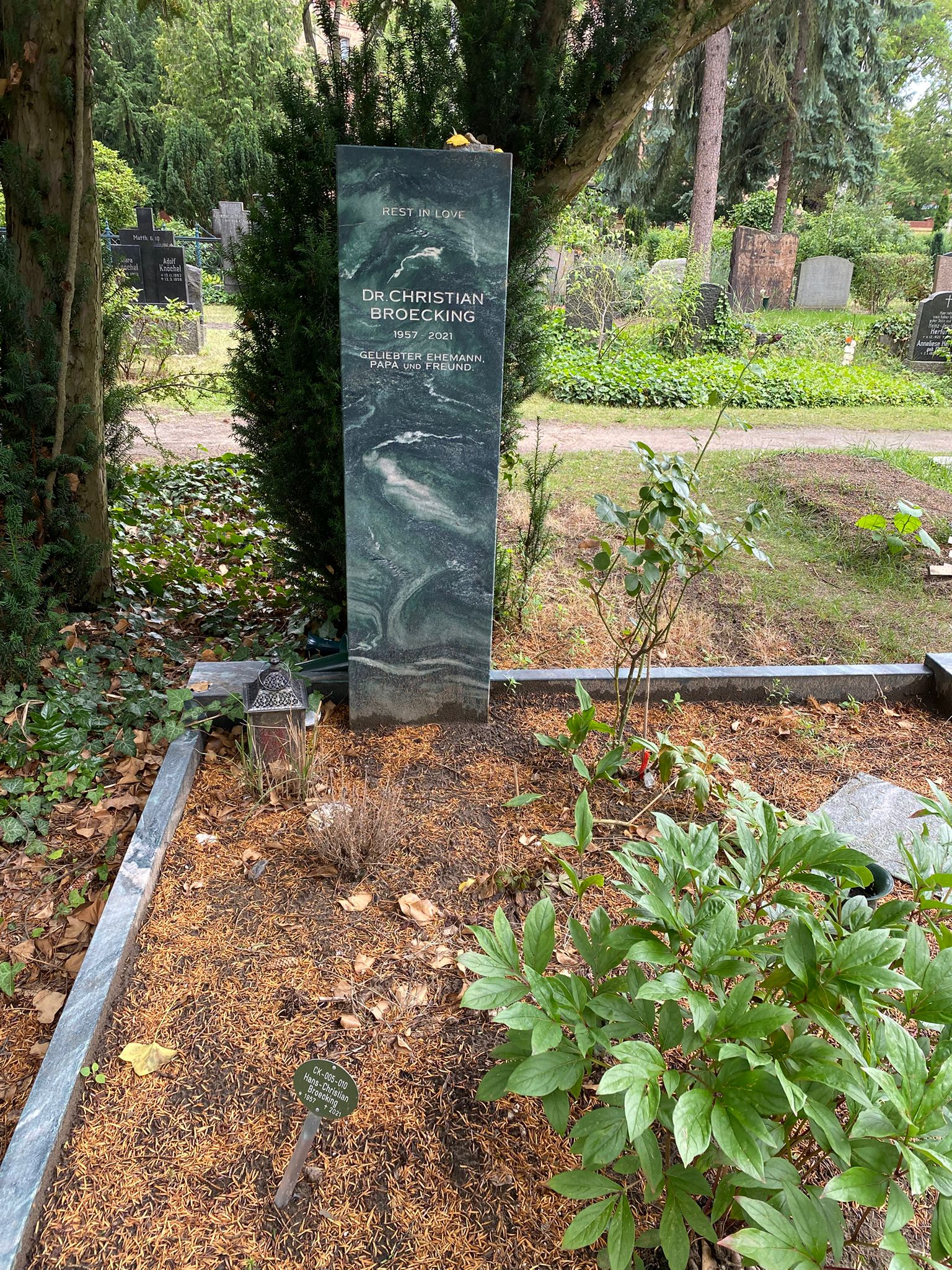
Grabstätte auf dem Dorotheenstädtischen Friedhof

Broecking fasste zahlreiche von ihm mit Musikern und anderen Kulturschaffenden geführte Interviews geschickt in Sammelbänden zusammen, in denen auf jeder Seite die gesellschaftlichen Strukturen sichtbar werden, unter denen insbesondere der afroamerikanische Jazz lebt und leidet. 2004 gründete er den Broecking Verlag, den er auch leitete. 2012 stellte er in der Zellermayer Galerie in Berlin Jazzfotografien aus. Broecking kuratierte und leitete die internationale Konferenz „Lost in Diversity – A Transatlantic Dialogue on the Social Relevance of Jazz“, die 2012 im Heidelberg Center for American Studies stattfand. 2013 leitete Broecking die internationale Konferenz „Vision, Perception, Friction: How Jazz Became Art and Attack(ed) – A Transatlantic Dialogue“ am Heidelberg Center for American Studies.
Beim Darmstädter Jazzforum 2013 referierte Broecking „Not Black enough? Debating jazz in the Post-Black time space“. Im selben Jahr war Broecking Referent bei der wissenschaftlichen Konferenz „Hobsbawm, Newton und der Jazz“, einer Tagung des Forschungsprojekts „Musik und Jugendkulturen“ und des Arbeitsbereichs Zeitgeschichte des Historischen Seminars der Johannes Gutenberg-Universität Mainz. Von 2013 bis 2016 schrieb Broecking eine Biografie über die Pianistin und Aktivistin Irène Schweizer. 2018 erschien Broeckings Buch Respekt!. Die Geschichte der Fire Music in überarbeiteter Neuauflage und mit einem Vorwort von George E. Lewis.
Christoph Broecking wurde auf dem Dorotheenstädtischen Friedhof in Berlin beigesetzt.

## Schriften
- Der Marsalis-Faktor – Gespräche zur afroamerikanischen Kultur in den 90er Jahren. Oreos, Waakirchen-Schaftlach 1995, ISBN 3-923657-48-X.[18][19]
- Respekt! Verbrecher Verlag, Berlin 2004, ISBN 3-935843-38-0.
- Black Codes. Verbrecher Verlag, Berlin 2005, ISBN 3-935843-60-7.
- Jeder Ton eine Rettungsstation. Verbrecher Verlag, Berlin 2007, ISBN 978-3-935843-85-0.
- Ornette Coleman – Klang der Freiheit. Broecking Verlag, Berlin 2010, ISBN 978-3-938763-13-1.
- Herbie Hancock – Interviews. Broecking Verlag, Berlin 2010, ISBN 978-3-938763-12-4.
- Sonny Rollins – Improvisation und Protest. Broecking Verlag, Berlin 2010, ISBN 978-3-938763-29-2.
- Respekt! Die Geschichte der Fire Music. Broecking Verlag, Berlin 2011, ISBN 978-3-940426-67-3.
- Visualizing Respect. Jazzfotografien / Jazz Photography. Broecking Verlag, Berlin 2012, ISBN 978-3-938763-33-9.
- Gregory Porter. Jazz, Gospel & Soul. Broecking Verlag, Berlin 2015, ISBN 978-3-938763-42-1.
- Dieses unbändige Gefühl der Freiheit. Irène Schweizer – Jazz, Avantgarde, Politik. Broecking Verlag, Berlin 2016, ISBN 978-3-938763-44-5.
  - This Uncontainable Feeling of Freedom: Irène Schweizer – European Jazz and the Politics of Improvisation. Broecking Verlag, 2021
- Respekt! Die Geschichte der Fire Music. Creative People Books, Berlin 2018, ISBN 978-3-938763-47-6.

## Lexikalische Einträge
- Jürgen Wölfer: Jazz in Deutschland. Das Lexikon. Alle Musiker und Plattenfirmen von 1920 bis heute. Hannibal, Höfen 2008, ISBN 978-3-85445-274-4.